# 国士舘大学理事刺殺事件
国士舘大学理事刺殺事件（こくしかんだいがくりじしさつじけん）は、国士舘大学で起きた刺殺事件。

## 概要

### 事件まで
国士舘の創始者であった柴田徳次郎は息子の柴田梵天に後を継がせるつもりでいた。このため息子には若い時から大学の教員にして、しかるべき地位を与えていた。徳次郎の父の子に対する態度は猛烈果敢で、他の教員の見ている前で怒鳴りつけて、息子はその場で平伏すという様であった。このため梵天は他の教員と交わりたがらず、少数の若い教員のみと交わるようになった。1973年1月に徳次郎が逝去してすぐに梵天は理事長に就任し、学長にも就任できるものの教員との交わりが無いため、代わりに事務員の中から少数の側近に囲まれた新たな学長が選出されて就任した。
徳次郎は激しい気迫で教授を沈黙させていたが、息子の梵天にはそのような気迫は備わっていない。教授は理屈っぽいし気難しい。故に梵天は大学教員との交わりを避けていた。そして大学の運営にはほとんど関与しなかった。徳次郎が逝去した1973年の6月頃から国士舘大学では教職員による近代化委員会が発足され学園の改革が始められる。教授会と学部長の設置が提案され、直ちに設置される。翌年の1974年には教職員の組合が発足する。学生に向けては近代化委員会は建物内での脱靴の解除や、制服着用の自由化や、朝鮮学校との関係の改善などを求めて実現させていく。
その頃の梵天はブラジルに国士舘の機関の進出に手を尽くす。このことでブラジルの諸大学との交流が実現して、ブラジルの大統領から勲章が贈られたものの、多額の金がブラジルに送られていた。このような濫費を、刺殺されることとなる財務を担っていた常務理事は痛烈に心配していた。そして梵天と常務理事は不仲であるということが周囲に伝わっていた。この常務理事は徳次郎の娘婿で、戦後に徳次郎が公職追放されていた頃に徳次郎とともに鶴川の土地を開墾して共に守ったという人物。この土地は後に国士舘大学町田キャンパスとなった土地である。このように国士舘大学の発展の功労者であったことから、徳次郎は財務を担う常務理事に任命していた。

## 事件発生とそれから
1983年7月4日に大学本部にいた常務理事の所に国士舘大学を退学した人物がやってきて、常務理事は訪れてきた人物にいきなり刺されて死亡した。梵天と常務理事は不仲であるという話が広まっていたため、一群の学生と教員はこの事件の首謀者は梵天であるとして、理事長室のある校舎を封鎖。体育会系の学生も梵天に反対して各門を封鎖。これはマスコミにも報道され、国会でも取り上げられて議論された。この事件への文部省からの対応は厳しく、理事長・学長などの退陣が求められ、梵天の際限なく学校財産を消費したことが非難され、梵天の学園への出入り禁止までも求められた。
この事件により日本私学振興財団からの助成金の全額が停止される。社会的に非難される中で学生と教員による学園正常化の機運が一気に高まり、ほとんどの学生と教員は学園を近代化させる側につく。1984年に文部省の指導の下で新体制が導入される。1985年に初めて学長選挙が実施される。1985年7月に清水成之が学長に就任、同年12月に松島博が学長に就任

### 事件後の理事会
1983年8月6日に臨時の教員組合総会が開催され、全理事の退陣が決議される。8月8日に理事会は梵天を除く全ての理事と評議員を入れ替える。9月13日に文部省は教員組合に梵天の理事長の退陣を要請。10月5日の参議院決算委員会で瀬戸山三男文部大臣は梵天の退陣を勧告したと答弁。11月11日に文部省は梵天の退陣を再度勧告。1984年3月14日に文部省は梵天に退陣を求める最後の通告をする。4月10日に理事会は梵天の理事長退陣を決定して、梵天は館長に就任。4月28日に綿引紳郎が理事長に就任、清水成之が副理事長に就任。